# That's So Raven
That's So Raven er en amerikansk Disney Channel tv-serie.

## Handling
Den handler om den unge teenager Raven Baxter, som er en hel almindelig teenager, udover at hun er synsk. Hun bor i San Francisco med sine forældre, moderen Tanya Baxter, som er tidligere lærer og Victor Baxter, som er en dygtig kok. Der er også en irriterende lillebror, Cory Baxter. Raven går i skole med sine bedste venner, den lidt underlige Chelsea Daniels, der er god til at synge og den gode rapper og basketballstjerne Edward "Eddie" Thomas. De hjælper hende når hun kommer i problemer, som synene ofte er i skyld i. Når Raven har et syn, opfatter hun, at ting vil ske på én måde, men nogle gange er det ikke helt, som hun tror. Raven er en god popsanger, ligesom hun designer og laver sit eget tøj, og hendes drøm er da også at blive designer. I sæson 3 afsnittet Food For Thought besluttede Tanya at læse jura i England, og hun kom ikke tilbage i sæson 4 eller i Cory i Det Hvide Hus.

## Figurer

### Hovedroller
| Skuespiller            | Rolle           | Status      | # Episoder |
| ---------------------- | --------------- | ----------- | ---------- |
| Raven-Symoné           | Raven Baxter    | 2003 — 2007 | 100        |
| Orlando Brown          | Eddie Thomas    | 2003 — 2007 | 99         |
| Kyle Massey            | Cory Baxter     | 2003 — 2007 | 100        |
| Anneliese van der Pol  | Chelsea Daniels | 2003 — 2007 | 97         |
| Rondell Sheridan       | Victor Baxter   | 2003 — 2007 | 87         |
| T'Keyah Crystal Keymáh | Tanya Baxter    | 2003 — 2005 | 66         |

### Tilbagevendende roller
| Skuespiller        | Figur              | Status      | # Episoder |
| ------------------ | ------------------ | ----------- | ---------- |
| David Henrie       | Larry              | 2004 — 2006 | 12         |
| Bobb'e J. Thompson | Stanley            | 2005 — 2006 | 10         |
| Rose Abdoo         | Senorita Rodriguez | 2003 — 2006 | 18         |
| Lil' J             | Devon Carter       | 2004 — 2006 | 10         |
| Adrianne Bailon    | Alana              | 2004        | 10         |
| Ashley Eckstein    | Muffy              | 2004 — 2006 | 8          |
| Andrea Edwards     | Loca               | 2004 — 2006 | 7          |
| Anne-Marie Johnson | Donna Cabonna      | 2006        | 11         |
| Jodi Shilling      | Tiffany            | 2006        | 16         |

## Afsnit
| Sæson | Ep # | Første udsendelse | Sidste udsendelse  | Seere |
| ----- | ---- | ----------------- | ------------------ | ----- |
| 1     | 21   | 17. januar 2003   | 19. marts 2004     |       |
| 2     | 22   | 3. oktober 2003   | 24. september 2004 |       |
| 3     | 35   | 1. oktober 2004   | 16. januar 2006    |       |
| 4     | 22   | 20. februar 2006  | 10. november 2007  |       |

## Produktion
Seriens første sæson blev filmet den 12. april 2001 og til august 2001. Resten af sæsonen blev filmet fra den 9. november 2001 og til juni 2002. Første sæson blev filmet på Sunset Gower Studios der ligger i Los Angeles.
Anden sæson blev filmet fra den 7. april 2003, til oktober 2003.
Tredje sæson blev filmet fra april 2004 til maj 2005.
Mens den fjerde og sidste sæson blev filmet fra den 15. juli 2005 til den 13. januar 2006. 